# Noteridae

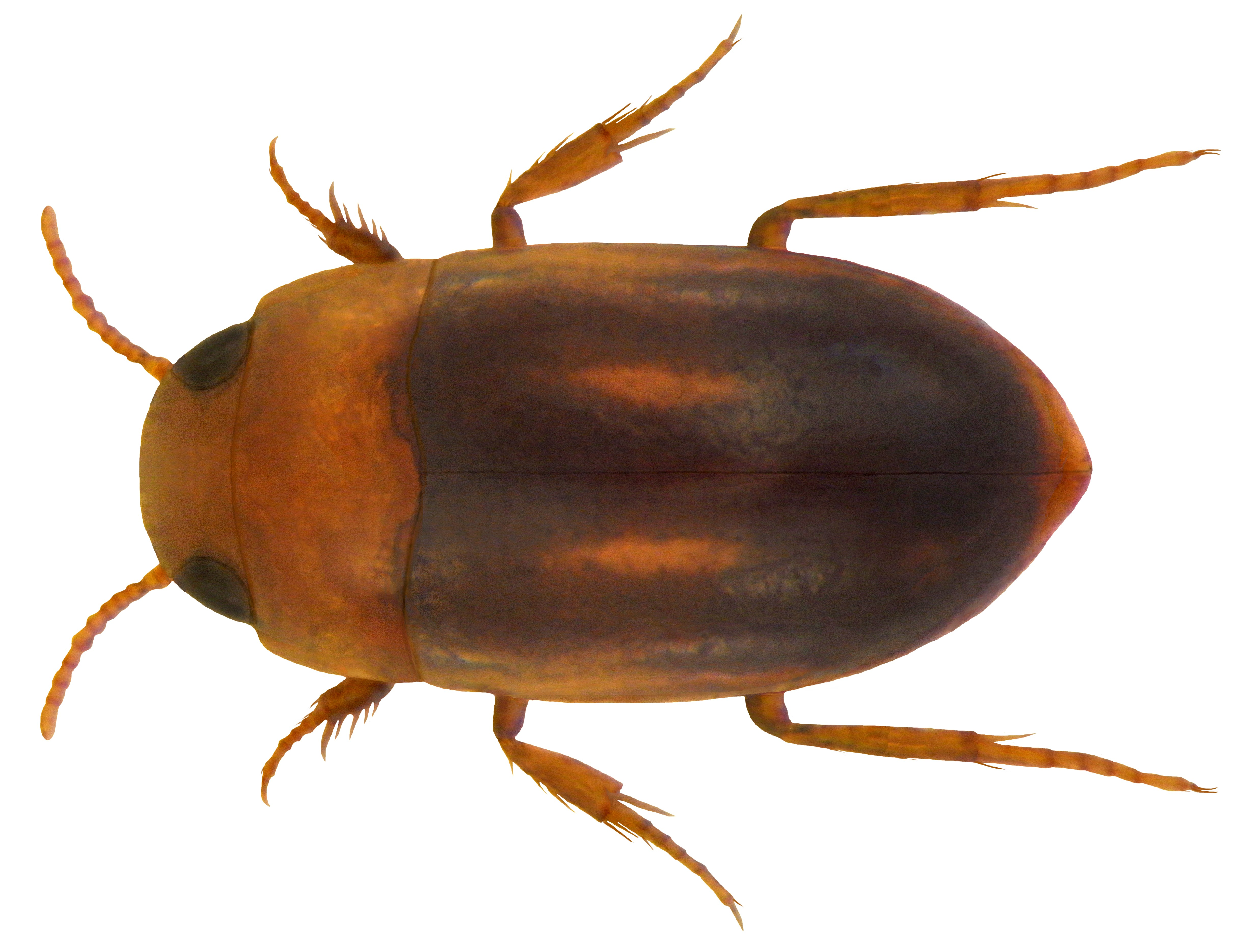
Neohydrocoptus subvittulus

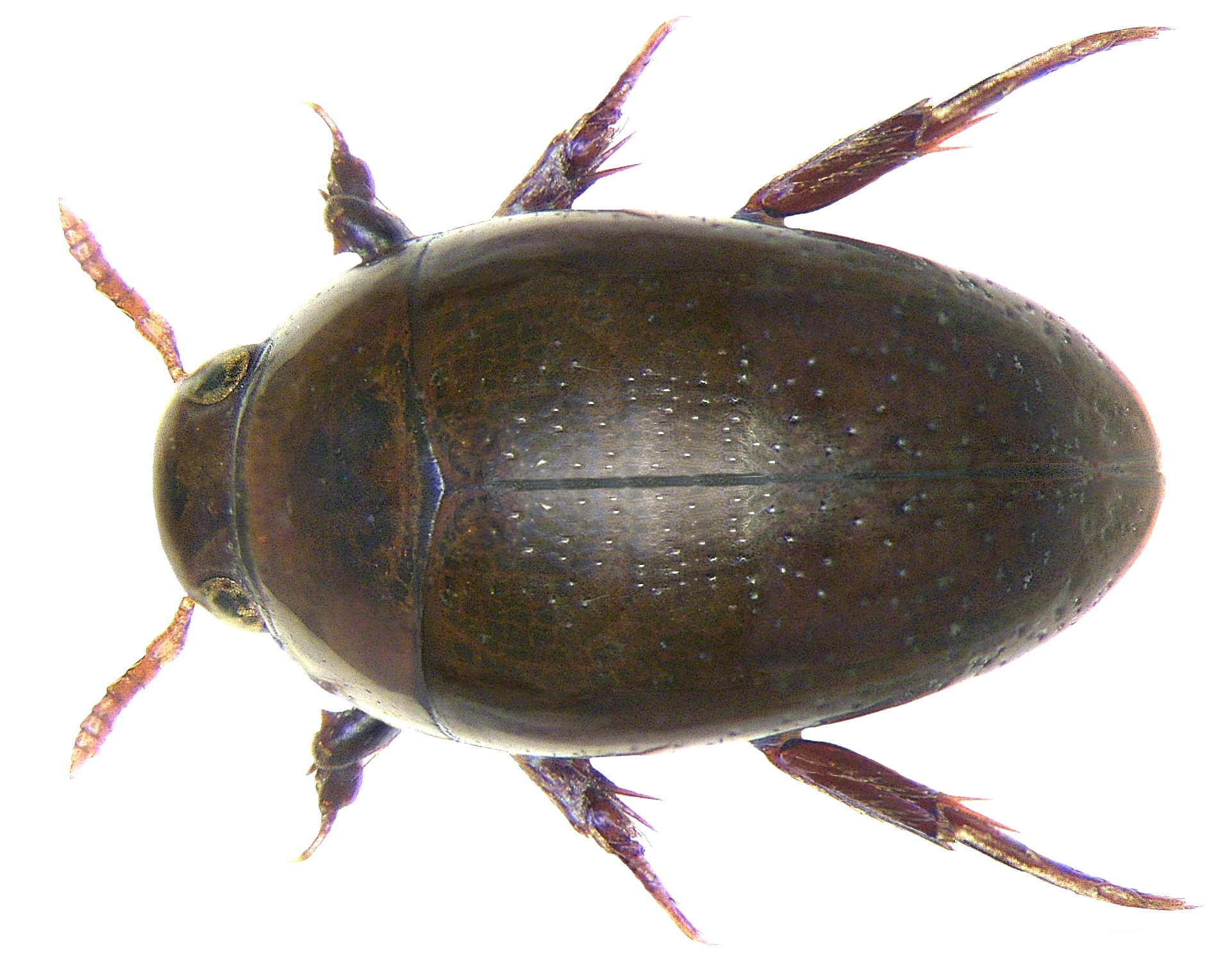
Noterus clavicornis

Noteridae – rodzina wodnych chrząszczy z podrzędu Adephaga, zaliczana do grupy Hydradephaga. Dawniej traktowana jako podrodzina w rodzinie pływakowatych.

## Morfologia
Ciało długości od 1,2 do 5,5 mm, szeroko-owalne do podłużnie-owalnego, opływowe, ubarwienie od rudobrązowego po czarne, zwykle gładkie i błyszczące. Człony stóp o prawie równoległych bokach. Tylne stopy z 2 smukłymi, zakrzywionymi pazurkami. Przednie golenie często z silnym haczykiem lub zakrzywionym kolcem. Czułki piłkowane lub nitkowate. Tarczka niewidoczna. Głowa i przedplecze bardzo ściśle zespolone z resztą ciała. Pierwszy człon głaszczków wargowych o zgrubiałym wierzchołku. Stopy przednie i środkowe 5-członowane.

## Biologia i ekologia
Chrząszcze te występują w zarośniętych sadzawkach i jeziorach. Dorosłe są drapieżne i dobrze pływają. Larwy potrafią, za pomocą silnych odnóży, szybko kopać w wilgotnym mule, do czego nawiązuje angielska nazwa tych chrząszczy burrowing water beetles.

## Rozprzestrzenienie
Rodzina kosmopolityczna, znana ze wszystkich kontynentów z wyjątkiem Antarktydy. W Polsce występują 2 gatunki: Noterus clavicornis i N. crassicornis.

## Systematyka
Do Noteridae zalicza się 250 gatunków klasyfikowanych w 2 podrodziny, 5 plemion i 14 rodzajów:
podrodzina: Noterinae
- plemię: Neohydrocoptini
  - rodzaj: Neohydrocoptus Satô, 1972
- plemię: Noterini
  - rodzaj: Canthydrus Sharp, 1882
  - rodzaj: Hydrocanthus Say, 1823
  - rodzaj: Mesonoterus Sharp, 1882
  - rodzaj: Noterus Clairville, 1806
  - rodzaj: Renotus Guignot, 1936
  - rodzaj: Siolius J.Balfour-Browne, 1969
  - rodzaj: Speonoterus Spangler, 1996
  - rodzaj: Suphis Aubé, 1836
  - rodzaj: Suphisellus Crotch, 1873
  - rodzaj: Synchortus Sharp, 1882
- plemię: Pronoterini
  - rodzaj: Pronoterus Sharp, 1882

podrodzina: Notomicrinae
- plemię: Notomicrini
  - rodzaj: Notomicrus Sharp, 1882

podrodzina: Phreatodytinae
- plemię: Phreatodytini
  - rodzaj: Phreatodytes Uéno, 1957